# Baia Bol'šaja Volokovaja
La baia Bol'šaja Volokovaja (in russo губа Большая Волоковая?, guba Bol'šaja Volokovaja; in finlandese: Pummanginvuono) è un'insenatura lungo la costa settentrionale russa, nell'oblast' di Murmansk, amministrata dal Pečengskij rajon. È situata nella parte sud-occidentale del mare di Barents.

## Geografia
La baia si apre verso ovest, 32 km a est del confine norvegese, tra la penisola Srednij (Средний полуостров) a sud, che la separa dalla baia Malaja Volokovaja (губа Малая Волоковая), e la penisola Rybačij (полуостров Рыбачий) a nord. L'istmo che unisce le due penisole la separa a est dalla baia Ozerko (бухта Озерко), una diramazione del più vasto golfo Motovskij. L'ingresso è compreso tra capo Zemljanoj (мыс Земляной) a sudovest e capo Korovij (мыс Коровий) a nordest. Ha una lunghezza di circa 12,7 km e una larghezza massima di 6,5 km all'ingresso. La profondità massima è di 65 m.
Vi sfociano alcuni brevi corsi d'acqua, tra i quali il Vykat (река Выкат), nei pressi del campo Zemljanoe (in russo: становище Земляное; in finlandese: Pummanki), e la Sjuvja (река Сювя).
A nord della baia si trovano le piccole isole Kijskie, mentre le isole di Ajnov si trovano più distanti a ovest.

## Storia
Nel 1940 la zona, insieme alla regione di Petsamo, passò dalla Finlandia alla Russia.

## Etimologia
Il nome, come per la baia Malaja Volokovaja, deriva dalla pratica del portage, in russo volok (волок), che indica un luogo in cui è necessario trasportare le imbarcazioni da un corso d'acqua ad un altro a causa di diversi ostacoli. In particolare, il portage in questione è l'istmo che unisce la penisola Srednij alla penisola Rybačij, e separa la Bol'šaja Volokovaja dalla baia Ozerko.